# Haparanda station
Haparanda station är en järnvägsstation i Haparanda belägen 11 meter över havet. Stationen är ett statligt byggnadsminne.

## Historia
År 1915 öppnades den nybyggda Haparandabanan för trafik och en provisorisk stationsbyggnad och godsmagasin av trä hade byggts. Innan bron var klar 1919 fraktades passagerare och gods med båt eller hästsläde över älven, och det fanns en station ”Haparanda hamn” för detta. Stationsbyggnaden, som är ritad av arkitekten Folke Zettervall, uppfördes 1917–1918. Stationen invigdes för allmän trafik i december 1918. Byggnaden fick en monumental karaktär då man hade höga förväntningar på dess betydelse för handel och samfärdsel över gränsen till Finland, som till 1917 tillhörde Ryssland. Under första världskriget gick här den enda öppna järnvägsförbindelsen mellan Västeuropa och Ryssland, och det var tidvis stora trafikmängder. Stationspersonalen var senare dock relativt blygsam till antalet; år 1948 bestod den av en stins, en förste kontorist, tre kontorister, två rälsbussförare, ett trafikbiträde och 16 stationskarlar.
Persontrafiken vid stationen nedlades 1992. Mot slutet stannade rälsbussarna vid en plattform på södra sidan av bangården, inte vid stationen.
År 2012 färdigställdes en ny järnväg från Haparanda till Kalix och den äldre bandelen Karungi-Haparanda stängdes.
Den 1 april 2021 återupptogs persontrafiken mellan Boden och Haparanda. En ny plattform har byggts på stationshusets södra sida.

## Trafik
Godsbangården har en betydande verksamhet i form av omlastning av godsvagnar. På grund av olika spårvidd kan svenska tåg inte gå i Finland och tvärtom. Det beror på att det svenska järnvägsnätet är normalspårigt och är en del i Europas kontinentala järnvägsnät och hänger ihop med bland annat Tyskland, Frankrike och Italien. Finlands järnvägsnät däremot är bredspårigt och hänger istället ihop med Ryssland, före detta sovjetstater samt Mongoliet. Bangårdens norra sida (norr om byggnaden) har finländsk spårvidd och dess södra sida har kontinental spårvidd.

Under början av 2020-talet utfördes arbeten för möjliggöra att elektrifierade tåg kan köra mellan Haparanda och Torneå. Samtidigt såg man även till att rusta upp plattformen för de finländska tågen. Upprustningen innebar några olika moment och det var under 2022 som Trafikverket påbörjade upphandlingen för arbetet med att bygga en ny plattform efter dagens standard. Projektet var i samarbete med finska Trafikledsverket som hade ansvaret för att spåren blev elektrifierade och som såg till att järnvägsbron anpassades. Haparanda stad ansvarade för att anpassa stationsbyggnaden och plattformen. Arbetena startade år 2023 och slutfördes i januari 2025. 

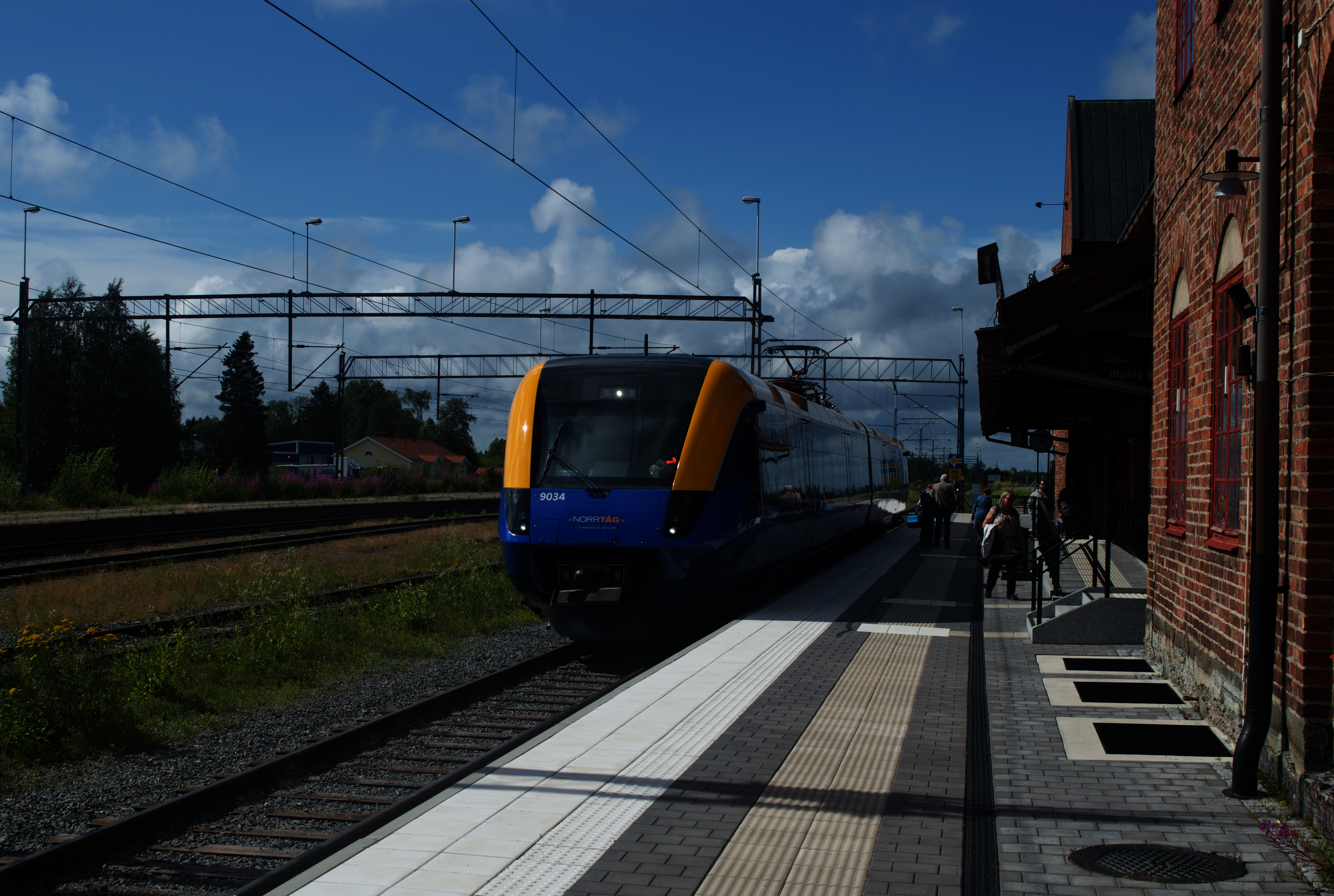
Plattformen närmast stationshuset i Haparanda sommaren 2023.
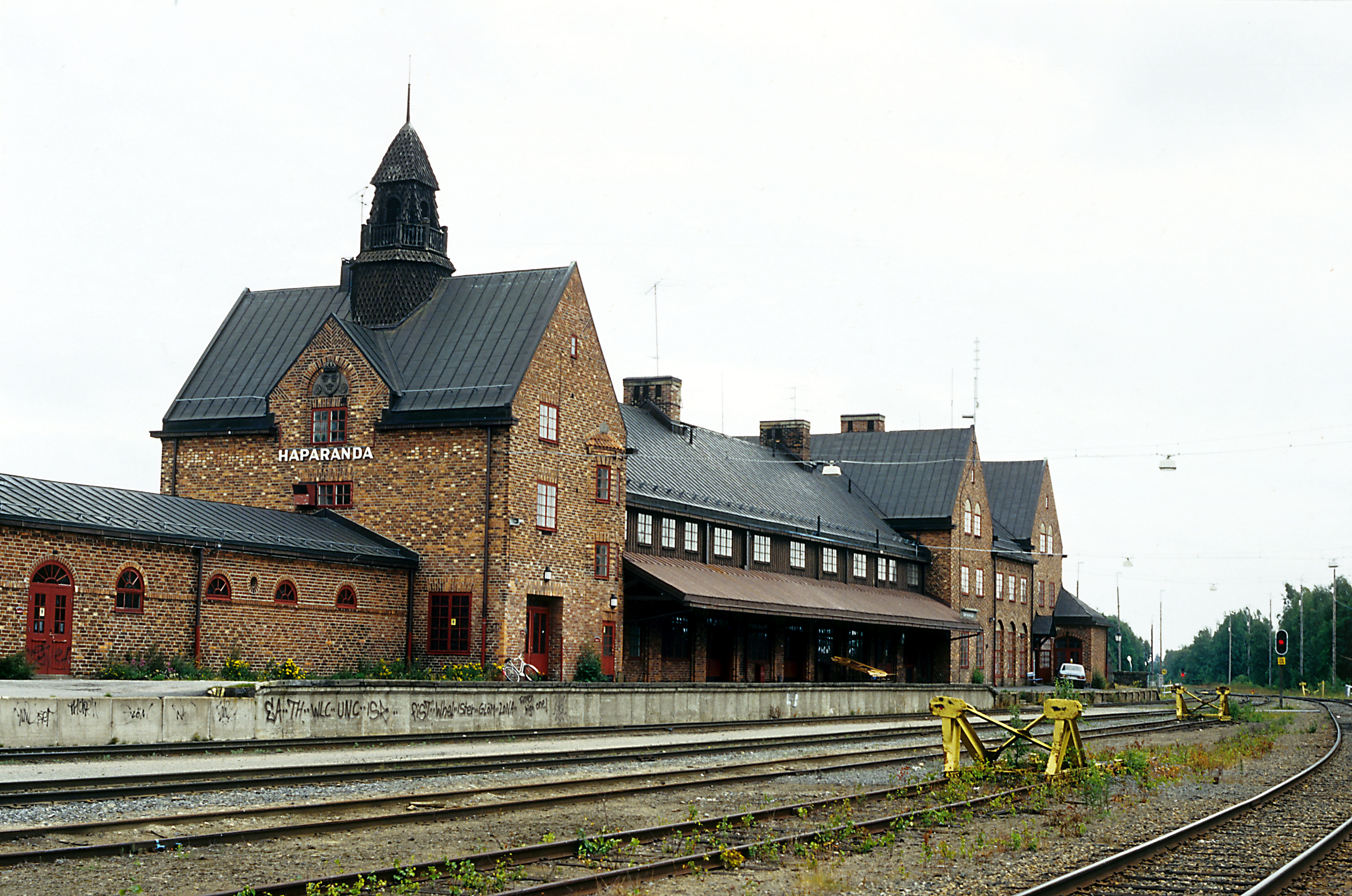
Haparanda station, svenska sidan år 2003, innan elektrifieringen av järnvägen.
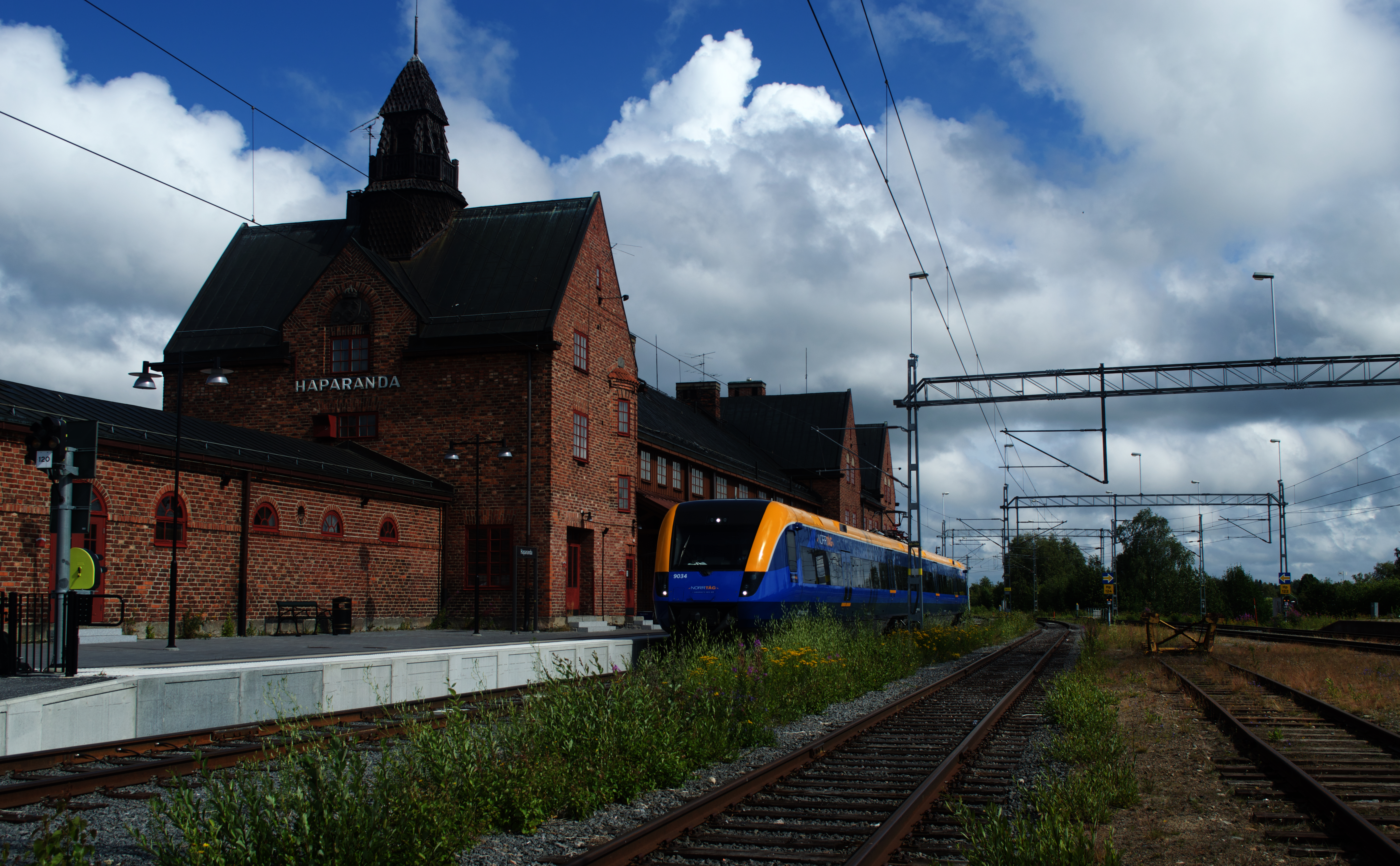
Haparanda station, svenska sidan år 2023. Spåren är nu elektrifierade och har regelbunden persontrafik.
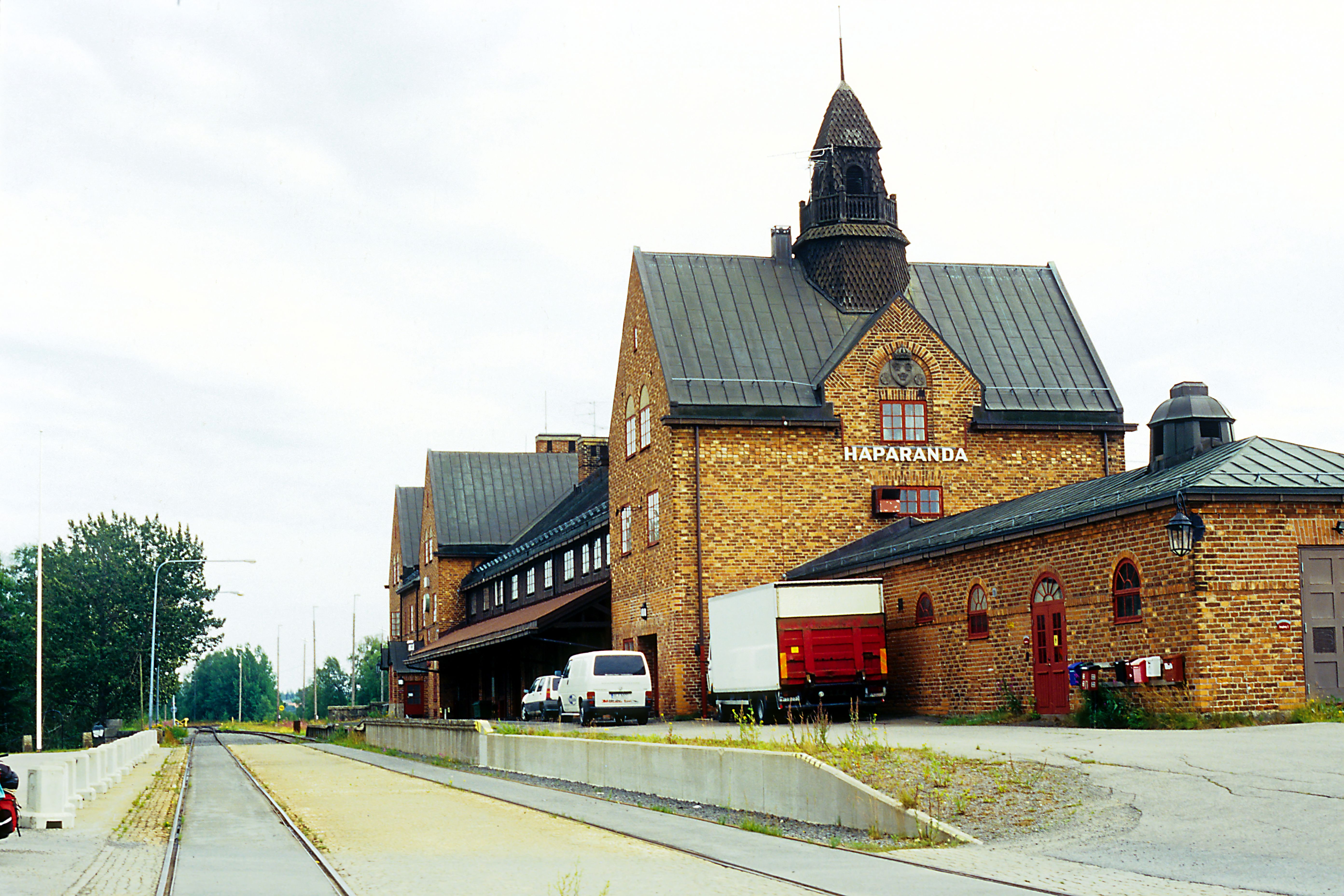
Haparanda station, sidan för finska tåg, år 2003. Denna plattform har byggts om år 2024 för att möjliggöra för att finska tåg kan stanna om sådan trafik startas upp.
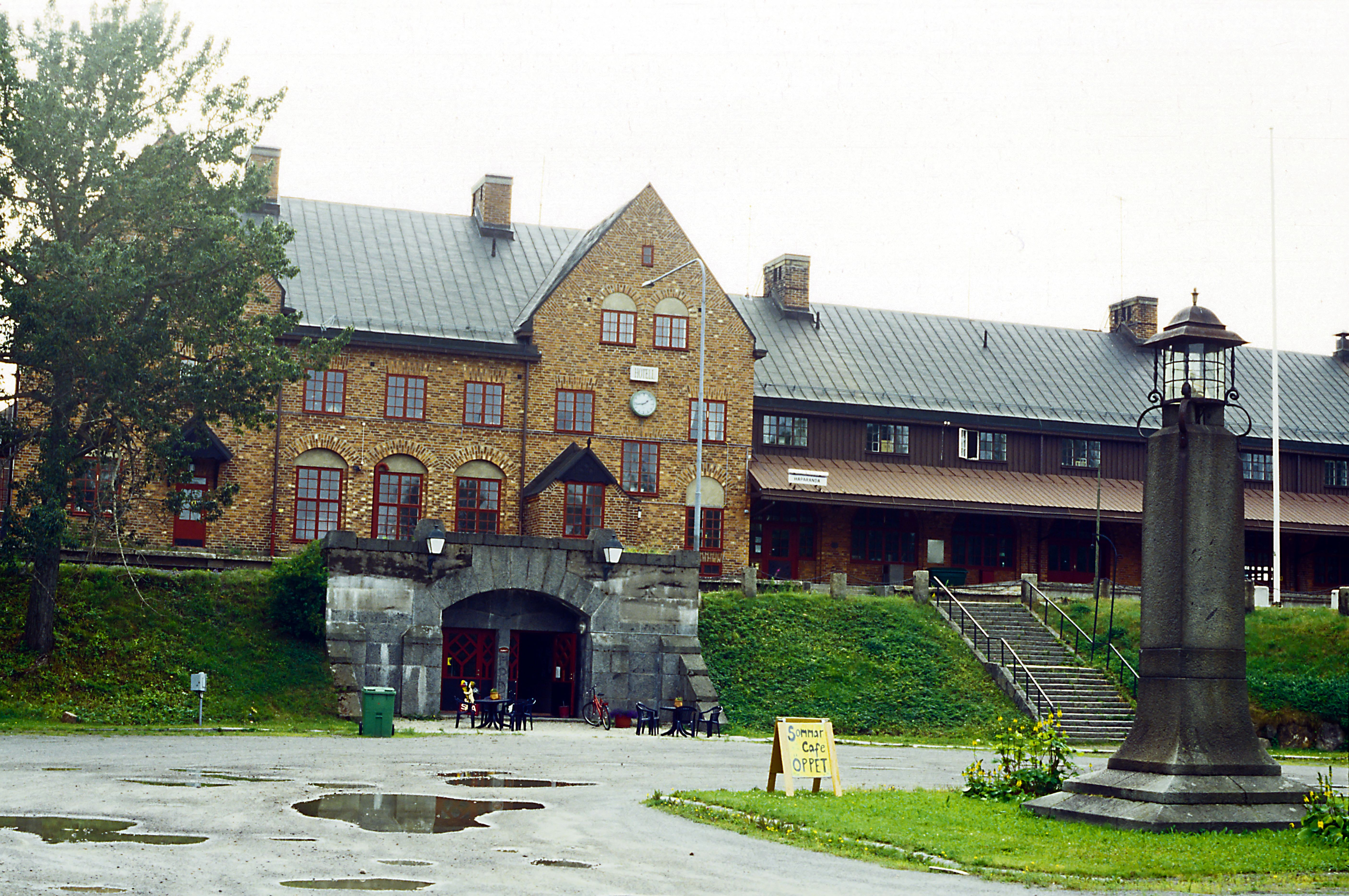
Stationen år 2003.
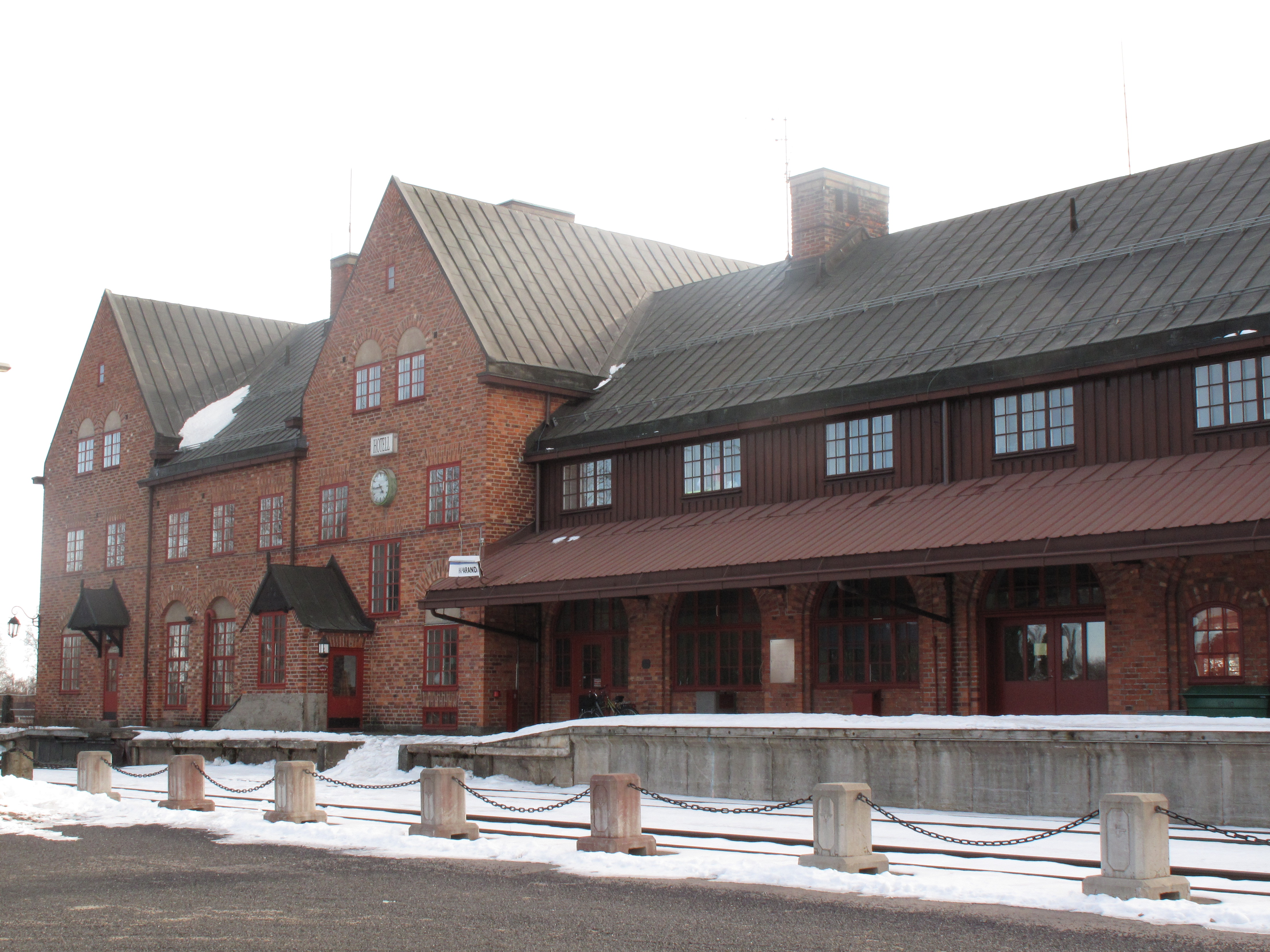
Stationshuset i vinterskrud år 2014. Betongklossor märkta med SJs logotyp står som en barriär med kedjor mot järnvägen. Dessa stod kvar ungefär fram tills att persontrafiken återupptogs igen och har nu ersatts av ett staket.
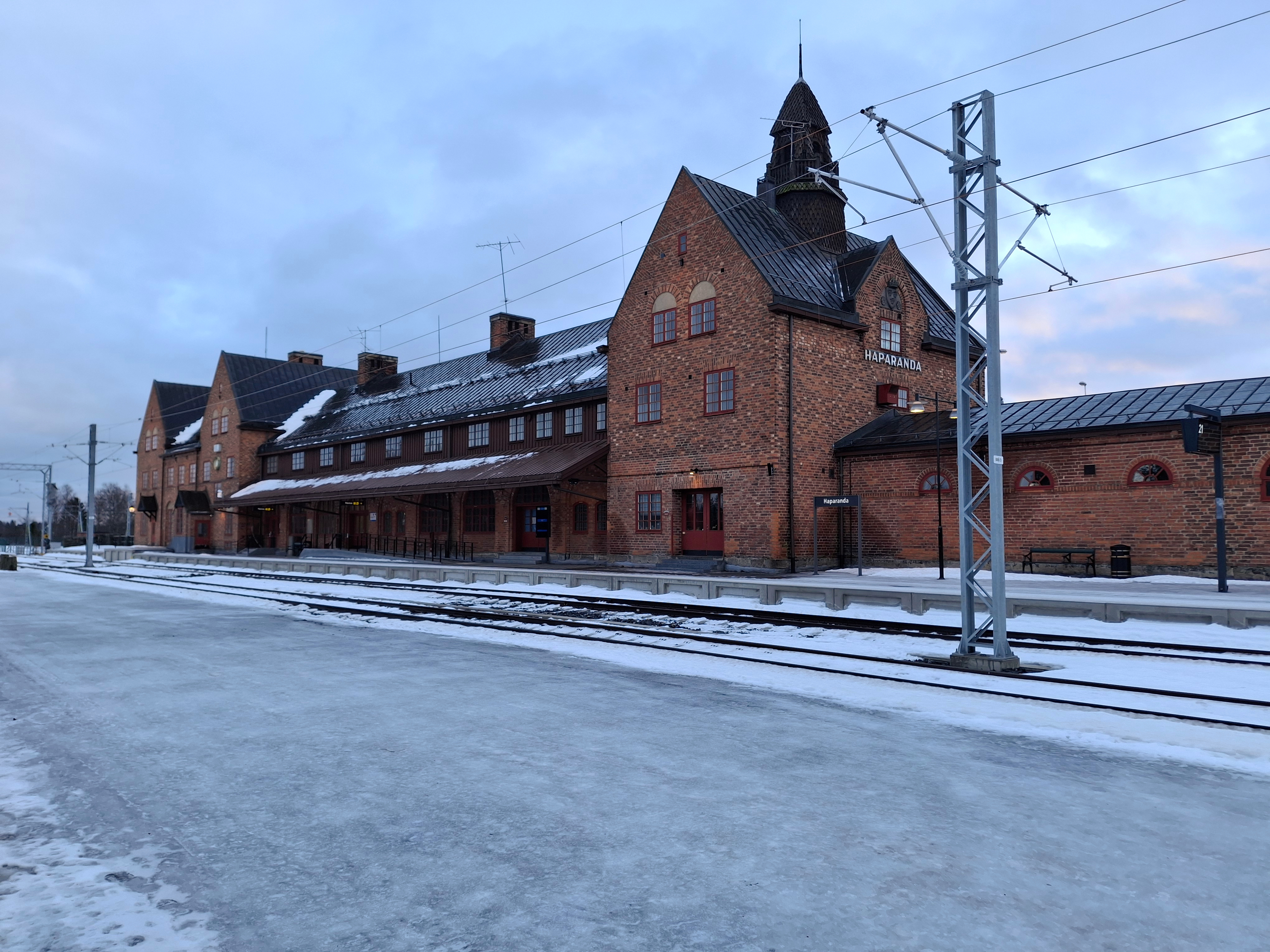
Stationshuset med finskt bredspår. Kontaktledningen är nyuppsatt och stationshuset är renoverat
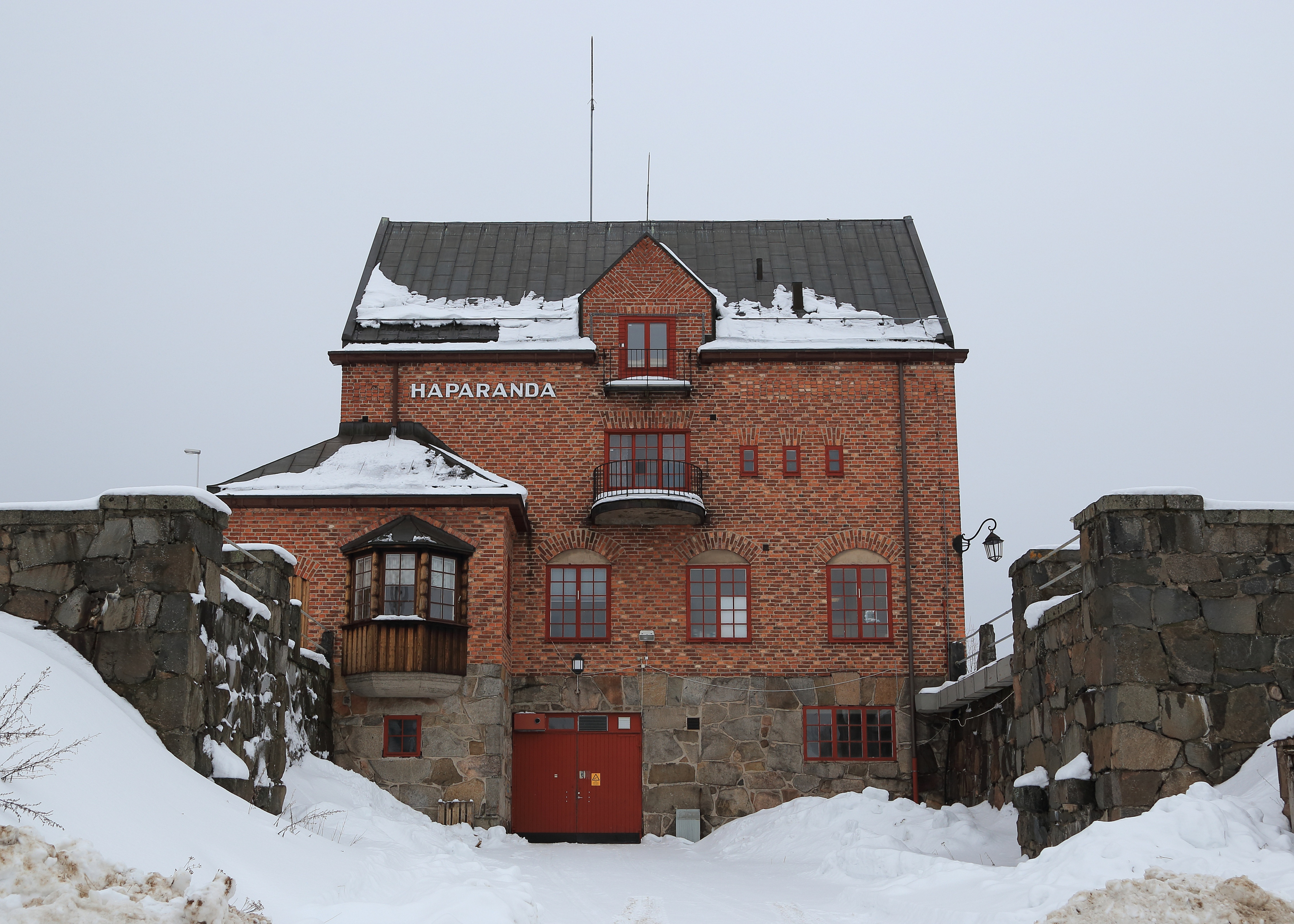
Stationshuset från sidan.
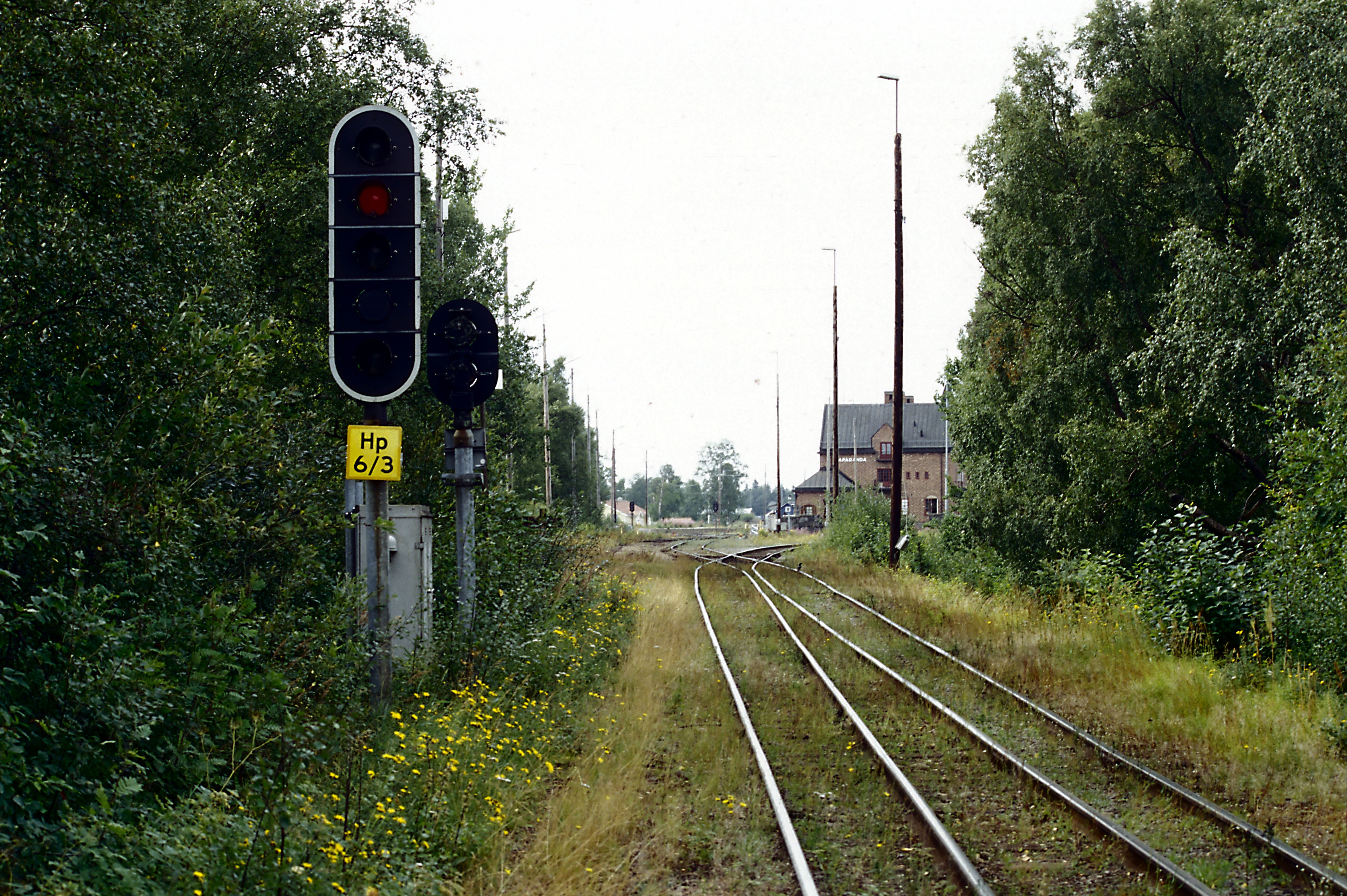
Infarten mot Haparanda år 2003, sedd från början av järnvägsbron.
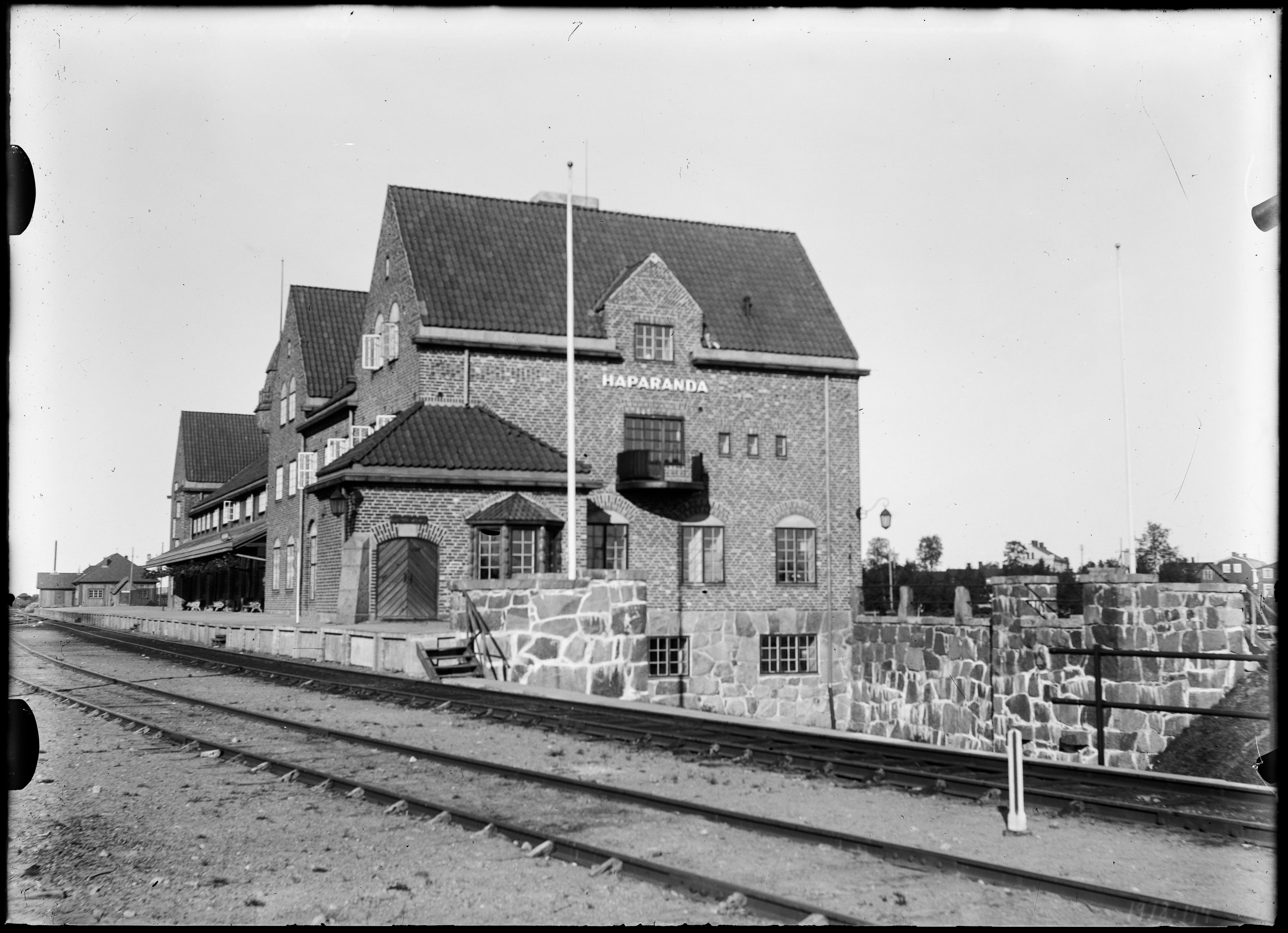
Stationshuset på 1920-talet.
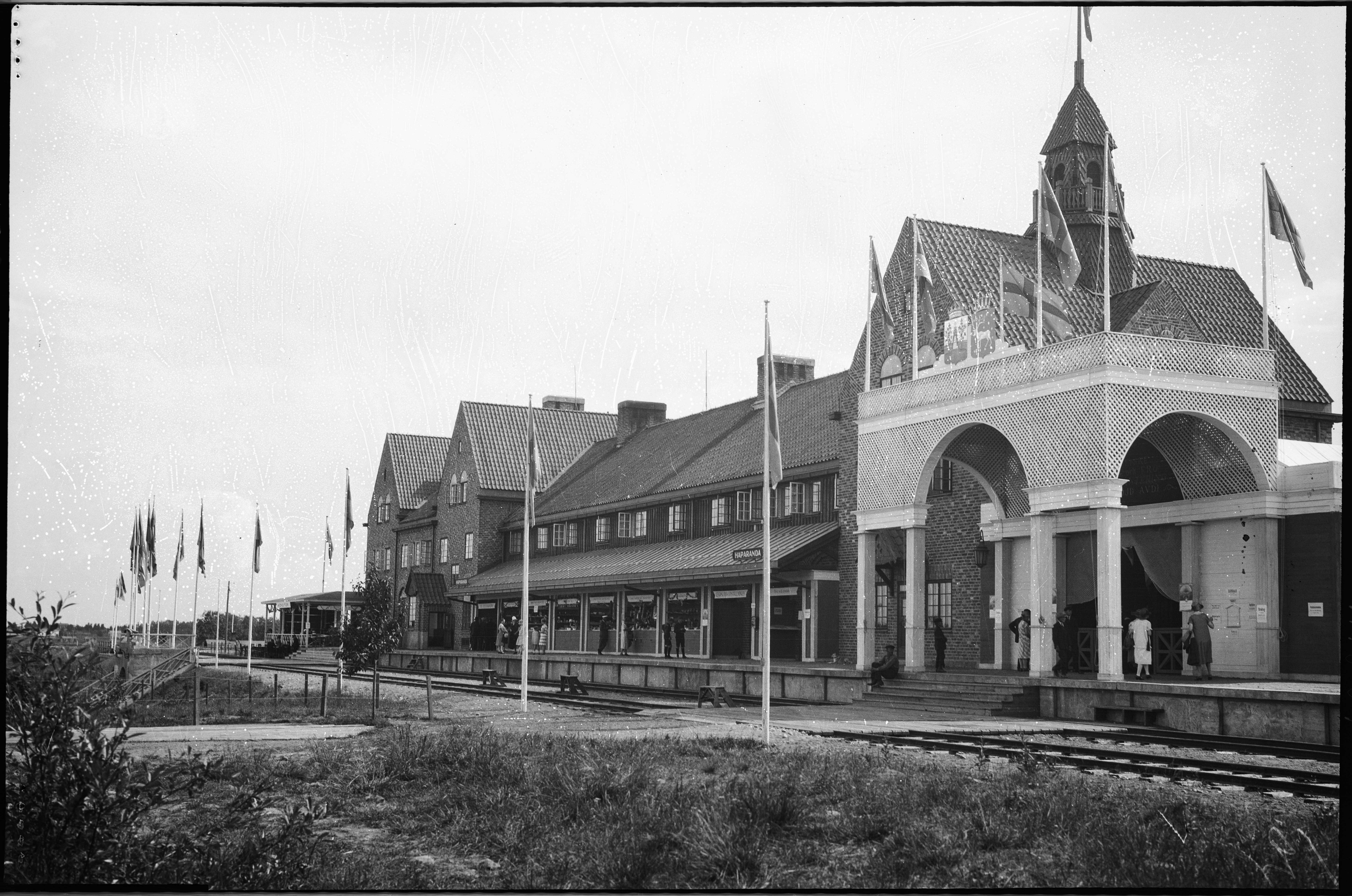
Stationshuset på 1920-talet.